# Maxime Daniel
Maxime Daniel (* 5. Juni 1991 in Rennes) ist ein ehemaliger französischer Radrennfahrer.

## Karriere
2009 wurde Daniel französischer Juniorenmeister in der Mannschaftsverfolgung auf der Bahn.
2011 fuhr Daniel zum Saisonende beim Professional Continental Team Saur-Sojasun als Stagiaire und wurde zur Saison 2012 zunächst in das Nachwuchsteam aufgenommen. 2012 gewann er das niederländische Eintagesrennen ZLM Tour, ein Rennen des U23-Nationencups. Zur Saison 2012 wechselte er in das Profi-Team von Sojasun. mit dem er 2013 mit dem Gewinn der sechsten Etappe der Portugal-Rundfahrt den bedeutendsten Erfolg seiner Karriere erzielte.
Nach Auflösung des Teams Sojasun wurde Daniel 2014 Mitglied im UCI WorldTeam AG2R La Mondiale, für das er drei Jahre fuhr. In dieser Zeit blieb er ohne zählbaren Erfolg und wurde auch nicht für eine Grand Tour berücksichtigt. Nach Ablauf der drei Jahre wechselte er zur Saison 2017 zum Team Fortuneo-Oscaro. Nach einer Reihe von Top-10-Platzierungen gewann er 2019 die dritte Etappe der Vuelta a la Comunidad de Madrid.
Obwohl Daniel zur Saison 2020 ein Angebot des Teams B&B Hotels hatte, benndete er nach der Saison 2019 im Alter von 28 Jahren seine aktive Karriere als Radrennfahrer, um sich der Landwirtschaft zuzuwenden.

## Erfolge

### Straße
2012
- ZLM Tour

2013
- eine Etappe Volta a Portugal

2019
- eine Etappe Vuelta a la Comunidad de Madrid

### Bahn
2009
- Französischer Meister – Mannschaftsverfolgung (Junioren)